# Passame er sale
Passame er sale è un singolo del cantante italiano Luca Barbarossa, pubblicato il 7 febbraio 2018 come primo estratto dell'album Roma è de tutti.
Il brano, cantato in dialetto romanesco, ha partecipato al Festival di Sanremo 2018, classificandosi al settimo posto.

## Tracce
1. Passame er sale – 3:55

## Classifiche
| Classifica (2018) | Posizione massima |
| ----------------- | ----------------- |
| Italia            | 56                |